# Mailand–Sanremo 2022
Das Straßenradrennen Mailand–Sanremo 2022 war die 113. Austragung des italienischen Eintagesrennens. Das Rennen fand am 19. März 2022 statt und war Teil der UCI WorldTour 2022. Mailand–Sanremo gehört wie die Flandern-Rundfahrt, Paris–Roubaix, Lüttich–Bastogne–Lüttich und Il Lombardia zu den Monumenten des Radsports.

## Teilnehmende Mannschaften und Fahrer
Neben den 18 UCI WorldTeams starteten auch 6 UCI ProTeams. Mit Ausnahme von Bora-hansgrohe und Lotto Soudal nutzte jedes Team die sieben verfügbaren Startplätze. Robert Stannard (Alpecin-Fenix) startete das Rennen nicht. Von den 165 gestarteten Fahrern errichten 159 das Ziel.
Mit Wout van Aert (Jumbo-Visma), Michał Kwiatkowski (Ineos Grenadiers), Arnaud Démare (Groupama-FDJ) und Alexander Kristoff (Intermarché-Wanty-Gobert Matériaux) standen vier ehemalige Sieger des Rennens am Start.
Neben dem Titelverteidiger Jasper Stuyven (Trek-Segafredo) konnten viele Favoriten wie der Weltmeister Julian Alaphilippe (Quick-Step Alpha Vinyl Team), Caleb Ewan (Lotto Soudal) und Sonny Colbrelli (Bahrain Victorious) aus gesundheitlichen Gründen nicht an den Start gehen. Auch die ehemaligen Sieger John Degenkolb (Team DSM) und Mark Cavendish (Quick-Step Alpha Vinyl Team), nahmen das Rennen nicht in Angriff. Dafür bestritt Mathieu van der Poel (Alpecin-Fenix) nach einer längeren Verletzungspause sein erstes Rennen im Jahr 2022.
Von den Sprintern nahmen Fabio Jakobsen (Quick-Step Alpha Vinyl Team), Elia Viviani (Ineos Grenadiers), Bryan Coquard (Cofidis), Michael Matthews (Team BikeExchange-Jayco), Giacomo Nizzolo (Israel-Premier Tech) und Nacer Bouhanni (Team Arkéa-Samsic) an dem Rennen teil. Weiters starteten die Klassiker-Spezialisten Greg van Avermaet (AG2R Citroën Team), Mads Pedersen (Trek-Segafredo) Christophe Laporte (Jumbo-Visma), Alberto Bettiol (EF Education-EasyPost), Peter Sagan (TotalEnergies), Søren Kragh Andersen (Team DSM), Zdeněk Štybar (Quick-Step Alpha Vinyl Team) und Iván García Cortina (Movistar Team).
Mit Primož Roglič (Jumbo-Visma) und Tadej Pogačar (UAE Team Emirates) standen zwei Gesamtklassement-Fahrer bei dem Eintagesrennen am Start. Weitere Mitfavoriten waren: Thomas Pidcock, Ethan Hayter, Filippo Ganna (alle Ineos Grenadiers), Alessandro Covi (UAE Team Emirates), Matej Mohorič (Bahrain Victorious), Biniam Girmay (Intermarché-Wanty-Gobert Matériaux) und Gianni Moscon (Astana Qazaqstan Team).
| UCI WorldTeams | UCI WorldTeams        | UCI WorldTeams | UCI WorldTeams                    | UCI WorldTeams | UCI WorldTeams          | UCI ProTeams | UCI ProTeams                    |
| -------------- | --------------------- | -------------- | --------------------------------- | -------------- | ----------------------- | ------------ | ------------------------------- |
| ACT            | AG2R Citroën Team     | IGD            | Ineos Grenadiers                  | BEX            | Team BikeExchange-Jayco | AFC          | Alpecin-Fenix                   |
| AST            | Astana Qazaqstan Team | IWG            | Intermaché-Wanty-Gobert Matériaux | DSM            | Team DSM                | BCF          | Bardiani CSF Faizanè            |
| TBV            | Bahrain Victorious    | IPT            | Israel-Premier Tech               | TFS            | Trek-Segafredo          | DRA          | Drone Hopper-Androni Giocattoli |
| BOH            | Bora-Hansgrohe        | TJV            | Jumbo-Visma                       | UAD            | UAE Team Emirates       | EOK          | Eolo-Kometa Cycling Team        |
| COF            | Cofidis               | LTS            | Lotto Soudal                      |                |                         | ARK          | Team Arkéa-Samsic               |
| EFE            | EF Education-EasyPost | MOV            | Movistar Team                     |                |                         | TEN          | TotalEnergies                   |
| GFC            | Groupama-FDJ          | QST            | Quick-Step Alpha Vinyl Team       |                |                         |              |                                 |

## Streckenführung
Mit 293 Kilometern (exklusive der 9,8 neutralisierten Kilometer) war Mailand–Sanremo 2022 das längste Eintagesrennen des UCI-Kalenders. Der neutralisierte Start erfolgte im Velodromo Maspes-Vigorelli in Mailand. Anschließend führte die Strecke vorbei an dem Simplonpark und dem Castello Sforzesco in Richtung Süden, wo der offizielle Start (Kilometer 0) auf der Via della Chiesa Rossa erfolgte.
Anschließend führte die Strecke weiter Richtung Süden und passierte dabei Pavia und Tortona. Der Ligurische Apennin wurde 2022 nach zweijähriger Abwesenheit wieder über den Passo del Turchino (532 m) überquert. Nach einer rund 12 Kilometer langen Abfahrt erreichten die Fahrer in Voltri nahe Genua die Italienische Riviera.
Anschließend ging es entlang der Via Aurelia (SS 1) in Richtung Westen. Etwa 50 Kilometer vor dem Ziel folgten drei kurze Anstiege (Capo Mele, Capo Cervo und Capo Berta), ehe 27,2 Kilometer vor dem Ziel mit der Cipressa (5,6 km/234 m/4,1 %), der erste entscheidende Anstieg folgte. Nach der Abfahrt folgte ein etwa 10 Kilometer langes Flachstück, ehe mit dem Poggio di Sanremo (160 m) der letzte und entscheidende Anstieg auf dem Programm stand.
Auf einer Länge von 3,7 Kilometern mussten die Fahrer 136 Höhenmeter überwinden (mit einer durchschnittlichen Steigung von 3,7 %), mit maximalen Steigungen von 8 %. Besonders wichtig war die Positionierung im Feld vor dem Poggio, um Attacken starten oder folgen zu können.
Nach dem Poggio folgte eine schnelle und technische Abfahrt, ehe die letzten flachen drei Kilometer in Angriff genommen wurden. Die Ziellinie befand sich auf der Via Roma in Sanremo.

## Rennverlauf & Ergebnis
Frühe Rennphase
Unmittelbar nach dem Start setzten sich acht Fahrer vom Hauptfeld ab. Vertreten waren: Artjom Sacharow, Jewgeni Giditsch (beide Astana Qazaqstan Team), Alessandro Tonelli (Bardiani CSF Faizanè), Samuele Rivi, Sevilla Lopez (beide Eolo-Kometa Cycling Team), Filippo Tagliani, Ricardo Zurita (beide Drone Hopper-Androni Giocattoli) und Filippo Conca (Lotto Soudal). Nach rund 100 Kilometern konnte die Spitzengruppe einen Vorsprung von über sechs Minuten herausfahren. Im Peloton gestaltete in erster Linie das Team Jumbo-Visma die Tempoarbeit. Kurz vor der Hälfte der Renndistanz erreichten die Fahrer den Passo del Turchino (532 m). Der Vorsprung der Spitzengruppe lag bei etwas mehr als sechs Minuten.
Nachdem die italienische Riviera 138 Kilometer vor dem Ziel erreicht worden war, vergrößerte sich der Vorsprung auf über sieben Minuten. Im Feld kam es zu einem Sturz, in den unter anderen auch der Sprinter Sacha Modolo (Bardiani CSF Faizanè) involviert war. Kurz vor der ersten kleinen Welle an der Küste, dem Capo Mele, stürzte Mikkel Frølich Honoré (Quick-Step Alpha Vinyl Team), konnte das Rennen jedoch fortsetzen.
Vor dem Capo Mele begannen sich die Teams zu positionieren, wodurch das Tempo im Fahrerfeld erhöht wurde. 48 Kilometer vor dem Ziel war der Vorsprung der Ausreißer auf rund viereinhalb Minuten geschmolzen. Auf dem Capo Berta (40 Kilometer vor dem Ziel) zerfiel die Spitzengruppe. Von den ursprünglich acht Fahrern verblieben mit Jewgeni Giditsch, Alessandro Tonelli, Samuele Rivi, Sevilla Lopez und Filippo Conca noch fünf Fahrer in der ersten Gruppe. Dahinter fiel bei noch gemächlichem Tempo mit Thomas Pidcock (Ineos Grenadiers) einer der Favoriten aus dem Hauptfeld. Der Cyclocross-Weltmeister stieg daraufhin vorzeitig vom Rad und beendete das Rennen.
33 Kilometer vor dem Ziel musste Filippo Conca seine Fluchtkollegen ziehen lassen, nachdem er aufgrund eines Krampfes kurz vom Rad steigen musste. Der Vorsprung war unterdessen weiter gesunken und betrug noch etwas mehr als zwei Minuten, als sie die Cipressa in Angriff nahmen.
Vorentscheidung
Wenige Kilometer vor der Cipressa fiel Peter Sagan (TotalEnergies) aufgrund eines technischen Defekts aus dem Hauptfeld. Im Anstieg erhöhte das UAE Team Emirates das Tempo, sodass er nicht mehr aufschließen konnte. Zudem fielen mit Elia Viviani (Ineos Grenadiers), Fabio Jakobsen (Quick-Step Alpha Vinyl Team), Bryan Coquard (Cofidis) und Nacer Bouhanni (Team Arkéa-Samsic) nahezu alle Sprinter zurück. In der Spitzengruppe setzten sich Alessandro Tonelli und Samuele Rivi von ihren Begleitern ab und überquerten die Cipressa, 22,5 Kilometer vor dem Ziel, mit einem Vorsprung von rund 30 Sekunden auf das Hauptfeld, in dem gerade einmal 29 Fahrer verblieben waren.
Von den endschnellen Fahrern waren nach der Cipressa noch Arnaud Démare (Groupama-FDJ), Michael Matthews (Team BikeExchange-Jayco), Giacomo Nizzolo (Israel-Premier Tech) und Mads Pedersen (Trek-Segafredo) sowie Wout van Aert (Jumbo-Visma) und Mathieu van der Poel (Alpecin-Fenix) in der Hauptgruppe vertreten.
Finale
Nach der Abfahrt von der Cipressa folgte ein kurzes Flachstück, ehe der Poggio in Angriff genommen wurde. Die beiden verbliebenen Ausreißer wurden bereits auf den ersten Metern des Anstiegs gestellt. Anschließend folgte rund acht Kilometer vor dem Ziel der erste Angriff von Tadej Pogačar (UAE Team Emirates). Wout van Aert neutralisierte die Attacke, und die Gruppe blieb zusammen. Auch die weiteren Antritte des Slowenen sowie jener seines Landsmannes Primož Roglič (Jumbo-Visma) führten zu keinen entscheidenden Abständen. Auf den letzten Metern des Anstiegs (6,4 Kilometer vor dem Ziel) griff Søren Kragh Andersen (Team DSM) an und überquerte gemeinsam mit Tadej Pogačar, Mathieu van der Poel und Wout van Aert die Kuppe des Poggio. Wenige Meter dahinter folgte eine 13-köpfige Gruppe, die von Matej Mohorič (Bahrain Victorious) angeführt wurde.
In der Abfahrt schloss Matej Mohorič die Lücke, setzte sich an die Spitze des Rennens und fuhr einen Vorsprung heraus. Er erreichte die letzten beiden flachen Kilometer mit einem Vorsprung von weniger als 10 Sekunden. Da sich seine Verfolger über die Nachführarbeit nicht einig waren, behauptete der Slowene seine Führung und gewann mit einem Vorsprung von zwei Sekunden. Hinter ihm belegte Anthony Turgis (TotalEnergies) Platz zwei, nachdem er sich auf den letzten Metern von den Verfolgern lösen hatte können. Im Sprint um Platz drei setzte sich Mathieu van der Poel durch. Mohorič schrieb seinen Erfolg dem innovativen Gebrauch einer variablen Sattelstütze in der Abfahrt zu.
| Platz | Fahrer               | Nation | Team                               | Zeit                   |
| ----- | -------------------- | ------ | ---------------------------------- | ---------------------- |
| 01.   | Matej Mohorič        | SLO    | Bahrain Victorious                 | 6:27:49 h (45,33 km/h) |
| 02.   | Anthony Turgis       | FRA    | TotalEnergies                      | + 0:02 min             |
| 03.   | Mathieu van der Poel | NED    | Alpecin-Fenix                      | "                      |
| 04.   | Michael Matthews     | AUS    | Team BikeExchange-Jayco            | "                      |
| 05.   | Tadej Pogačar        | SLO    | UAE Team Emirates                  | "                      |
| 06.   | Mads Pedersen        | DEN    | Trek-Segafredo                     | "                      |
| 07.   | Søren Kragh Andersen | DEN    | Team DSM                           | "                      |
| 08.   | Wout van Aert        | BEL    | Jumbo-Visma                        | "                      |
| 09.   | Jan Tratnik          | SLO    | Bahrain Victorious                 | + 0:05 min             |
| 10.   | Arnaud Démare        | FRA    | Groupama-FDJ                       | + 0:11 min             |
| 11.   | Vincenzo Albanese    | ITA    | Eolo-Kometa Cycling Team           | "                      |
| 12.   | Biniam Girmay        | ERI    | Intermarché-Wanty-Gobert Matériaux | "                      |
| 13.   | Alex Aranburu        | ESP    | Movistar Team                      | "                      |
| 14.   | Florian Sénéchal     | FRA    | Quick-Step Alpha Vinyl Team        | "                      |
| 15.   | Damiano Caruso       | ITA    | Bahrain Victorious                 | "                      |
| 16.   | Michał Kwiatkowski   | POL    | Ineos Grenadiers                   | "                      |
| 17.   | Primož Roglič        | SLO    | Jumbo-Visma                        | "                      |
| 18.   | Giacomo Nizzolo      | ITA    | Israel-Premier Tech                | + 0:21 min             |
| 19.   | Lorenzo Rota         | ITA    | Intermarché-Wanty-Gobert Matériaux | "                      |
| 20.   | Quentin Pacher       | FRA    | Groupama-FDJ                       | "                      |